# 乳溝

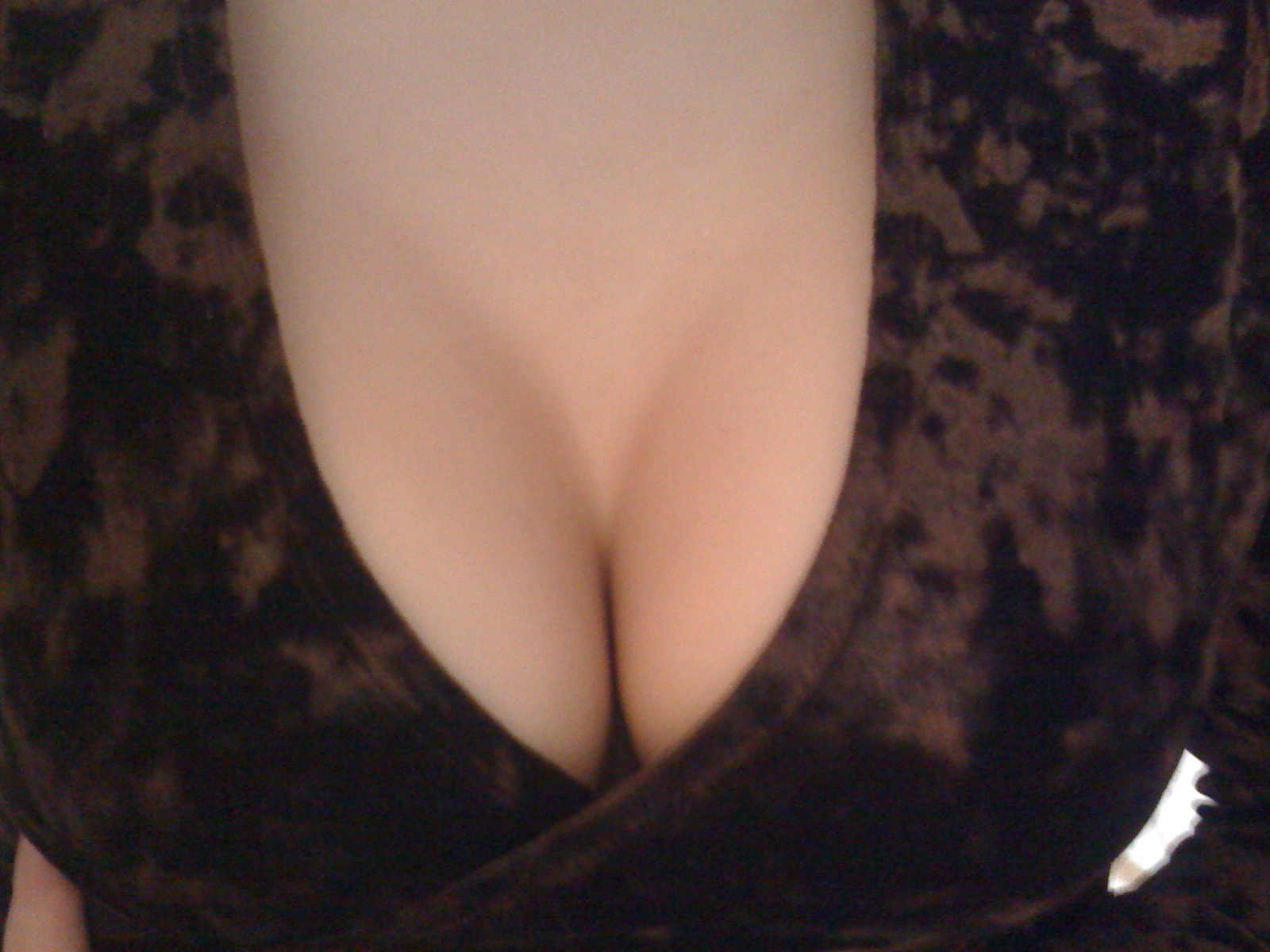
女性的乳溝

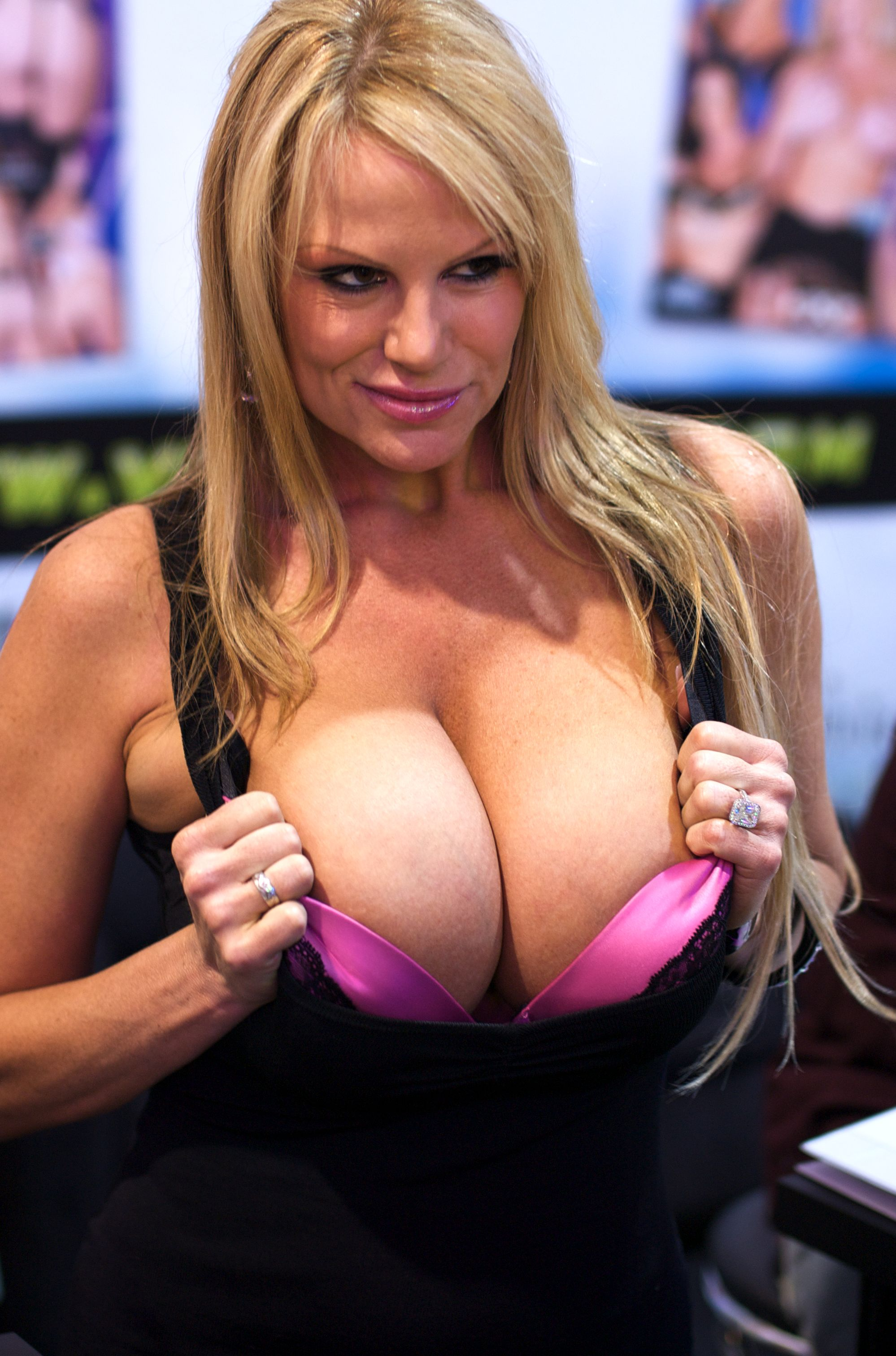
凱莉·麥迪遜露出很深的乳溝

乳溝（英語：Cleavage）是指人類女性乳房間的夾縫凹處，穿著低領服裝（如晚裝、泳裝或吊帶服）時可見。乳房越豐滿和越堅挺者，其乳溝越明顯。未發育和平胸的女性則沒有明顯的乳溝。在某些文化中，乳溝作為女性增加性感的手法；為此，有女性會以隆胸方式來塑成。
乳溝是人類獨有的特徵。其他靈長類的胸部較平坦，只有在排卵時乳房才會增大，只有人類的乳房在青春期後一直維持一定大小；演化心理學家C·B·克劳福德和D·克雷布斯認為乳溝可以使男性增加對女性的注意和投資，即使她們不處於生育期。
英國著名動物學家德斯蒙德·莫利斯在其著作《裸猿》中認為，乳溝是模仿股溝。
在2009年香港的少女模特兒熱潮後，亦被稱爲事業線，意指女明星露乳溝可增曝光度而助長事業發展。

## 服飾
在領口露出乳溝的衣服被稱為低胸裝（法語：décolleté）。而神奇胸罩有助於營造乳溝。

## 人體解剖學
乳房間溝（intermammary cleft）是國際解剖學者協會聯合會（IFAA，International Federation of Associations of Anatomists）所採用的專有名詞，指乳房之間的區域，不包含乳房。

## 範例圖

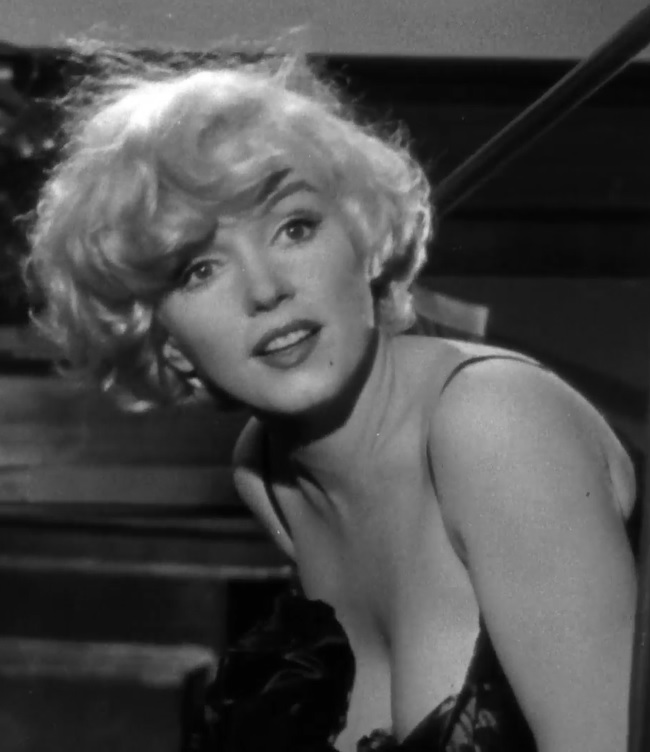
瑪麗蓮·夢露在電影《熱情如火》中露出乳溝
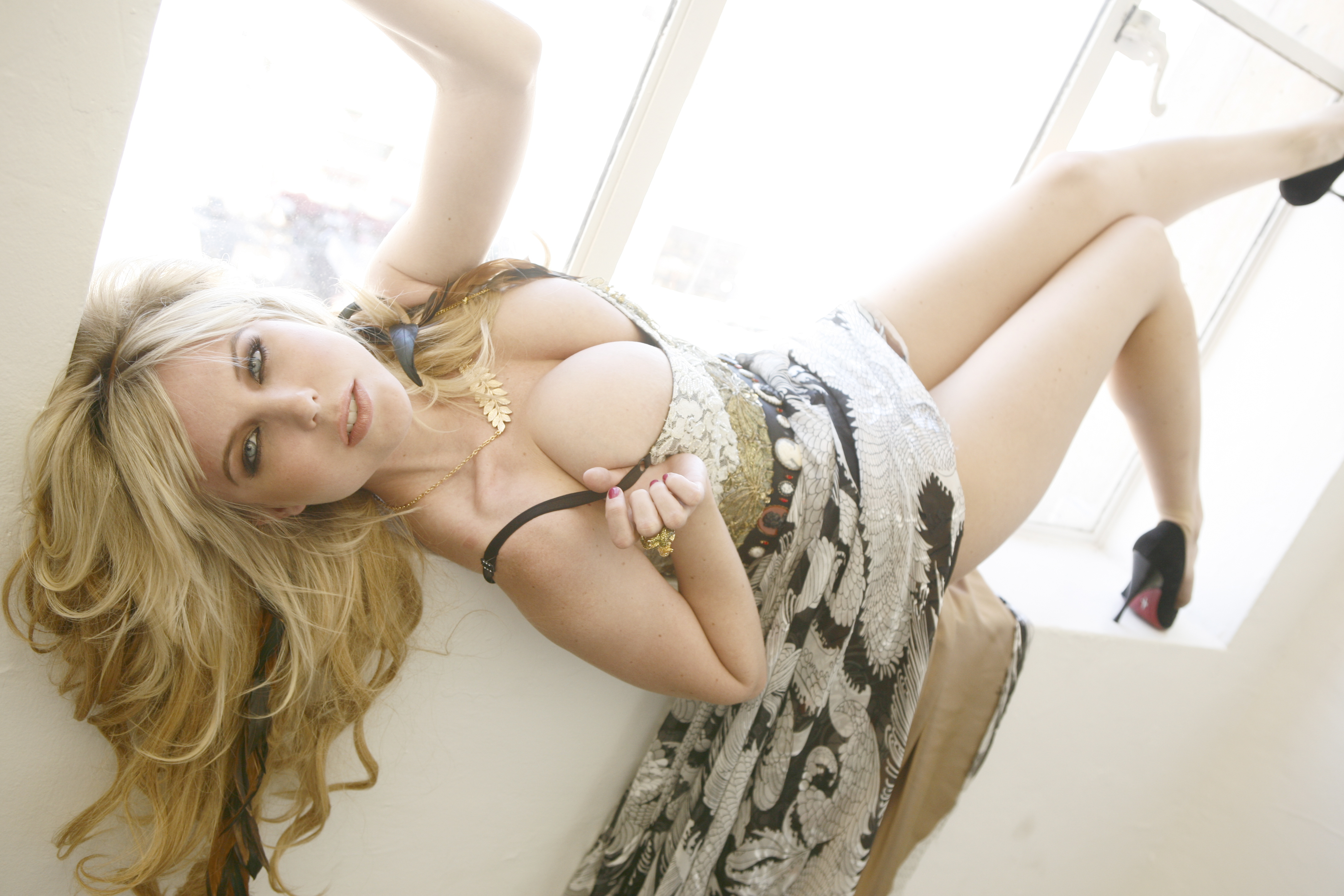
艾麗莎·妮可·帕利特的寫真照中因穿著低胸裝而露出乳溝
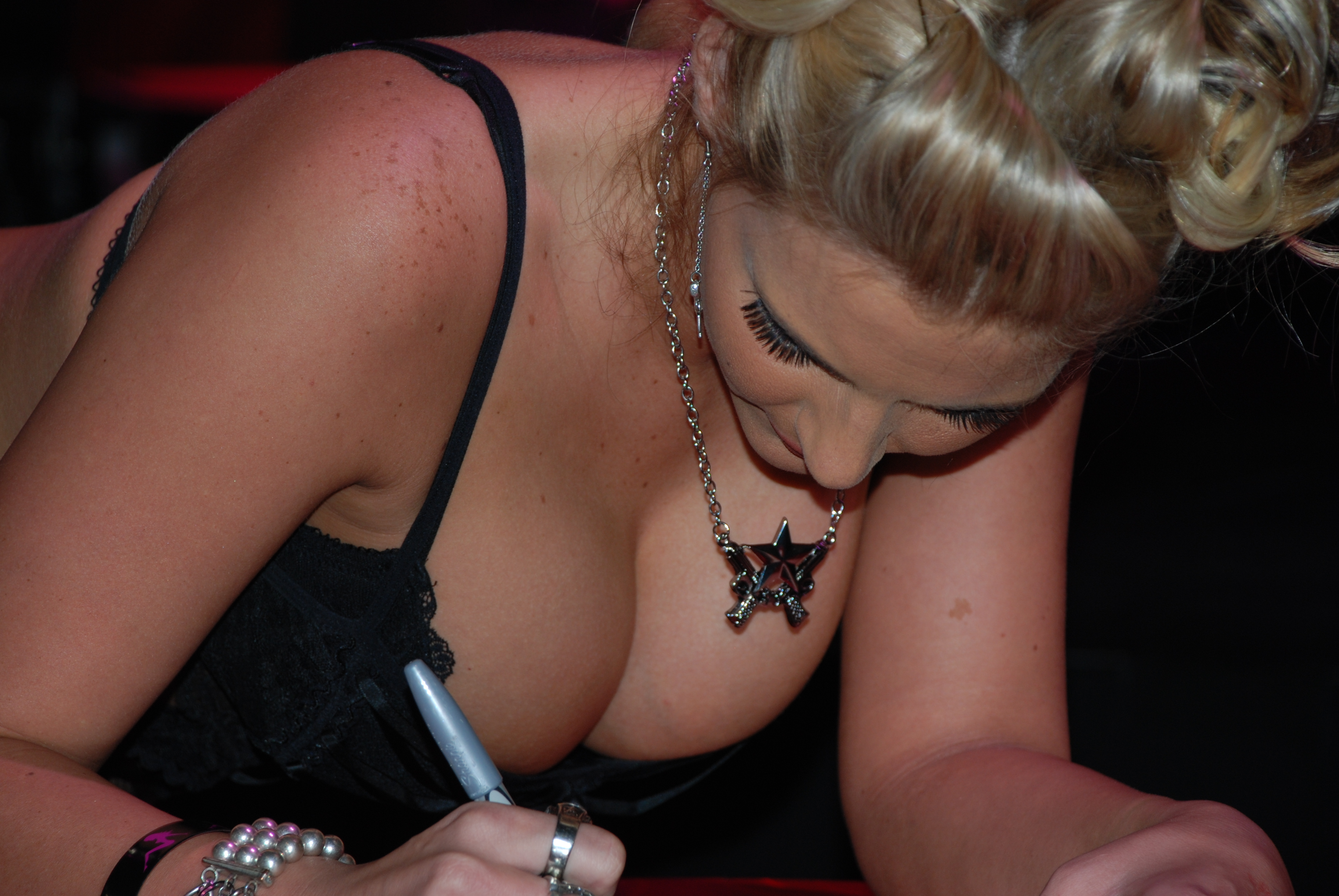
菲尼克斯·瑪麗在簽名時露出乳溝

## 註
1. ↑  或源自香港《東方日報》刊登新城電台《新香蕉俱樂部》主持人專訪，由林盛斌（Bob）所述。[2]

## 進一步閱讀
- Gernsheim, Alison. Victorian and Edwardian Fashion. A Photographic Survey. Mineola, N.Y.: Dover Publications, 1981. Reprint of 1963 edition. ISBN 0-486-24205-6
- Morris, Desmond. Manwatching. A Field Guide to Human Behavior. New York: Harry N. Abrams, 1977. ISBN 0-8109-1310-0
- Morris, Desmond The Naked Woman. A Study of the Female Body. New York: Thomas Dunne Books, 2004. ISBN 0-312-33853-8

## 外部連結
- "Sargent's Portraits" （页面存档备份，存于）, an article including a mention of the scandal caused by the portrayal of cleavage in John Singer Sargent's "Portrait of Madame X".
- The Great Divide （页面存档备份，存于）, a NY Times article on the cleavage